# Die schweigsame Frau
Die schweigsame Frau, Op. 80 (tiếng Việt: Người phụ nữ câm lặng) là vở opera 3 màn của nhà soạn nhạc người Đức Richard Strauss. Nó được sáng tác vào năm 1935. Người viết lời cho tác phẩm là Stefan Zweig. Zweig đã dựa vào tác phẩm Epicoene, còn có tên là Người phụ nữ câm lặng của Ben Jonson để viết lời cho tác phẩm. Điều đáng nói là chính tác phẩm này khiến cho Strauss phải thôi chức vụ điều hành ở Reichsmusikkammer vì ông quyết định giữ nguyên tên của Zweig trong áp phích quảng cáo vở opera này. Zweig vốn là người Do Thái, mà vở opera này lại ra đời trong hoàn cảnh Đức Quốc xã đang nắm quyền vốn có tư tưởng bài Do Thái, nên mới dẫn đến chuyện trên.